# ماكس فرانز
ماكس فرانز (بالألمانية: Max Franz)‏ هو متزحلق جبال الألب نمساوي، ولد في 1 سبتمبر 1989 في كلاغنفورت في النمسا.

## وصلات خارجية
- الموقع الرسمي
- ماكس فرانز على موقع الاتحاد الدولي للتزلج (التزلج على المنحدرات الثلجية) (الإنجليزية)
- ماكس فرانز على موقع اللجنة الأولمبية الدولية (الإنجليزية)
- ماكس فرانز على موقع أوليمبيديا (الإنجليزية)